# 133rd Airlift Wing

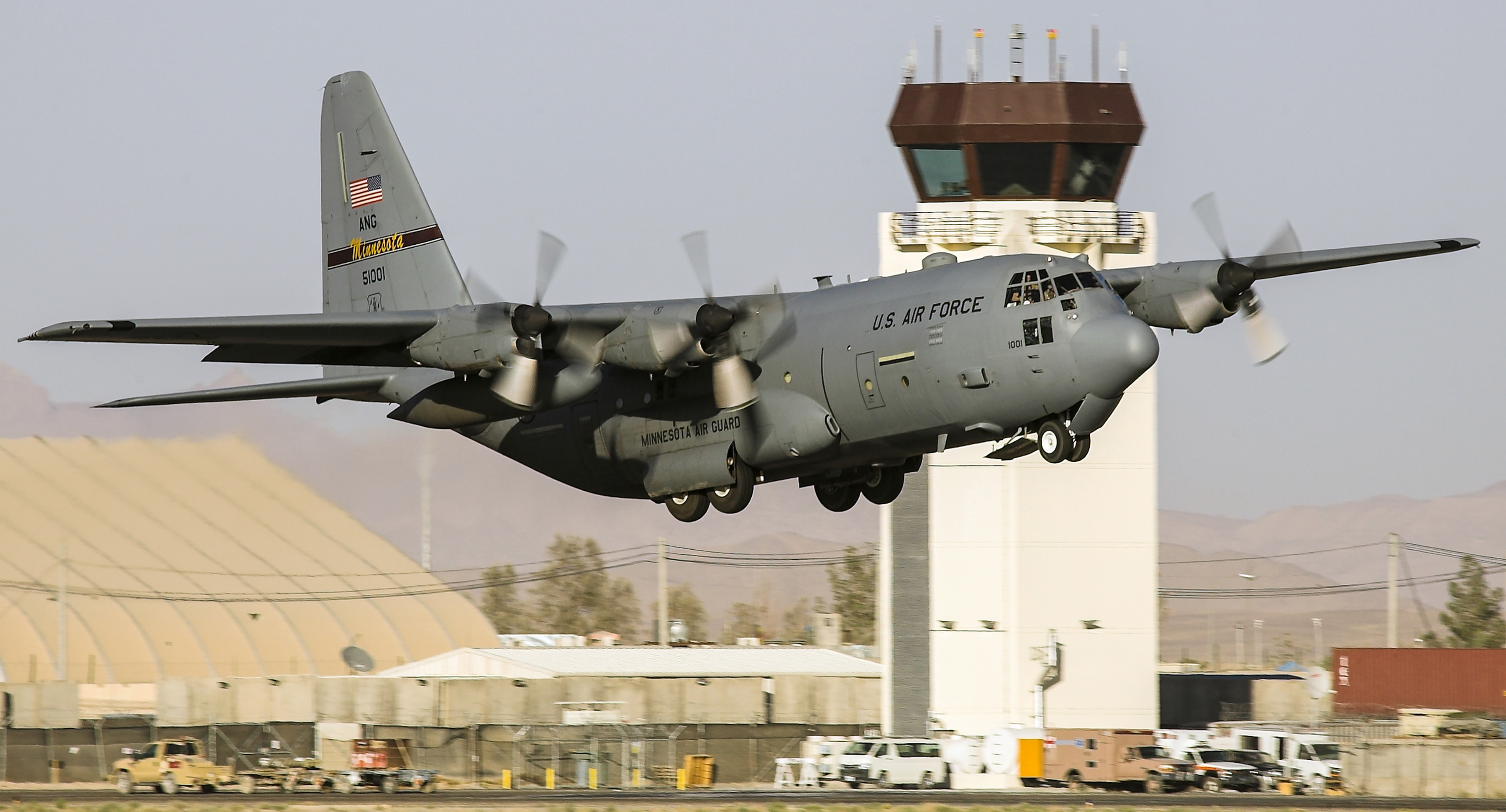
C-130H dello Stormo

Il 133th Airlift Wing è uno Stormo da trasporto del Minnesota Air National Guard. Riporta direttamente all'Air Mobility Command quando attivato per il servizio federale. Il suo quartier generale è situato presso la Minneapolis St.Paul Air Reserve Station, Minnesota.

## Organizzazione
Attualmente, al settembre 2017, esso controlla:
- 133rd Operations Group, striscia di coda viola con scritta Minnesota gialla
  - 133rd Operations Support Flight
  -  109th Airlift Squadron - Equipaggiato con 8 C-130H
  - 109th Aeromedical Evacuation Squadron
  - 133rd Air Control Flight
  - 208th Weather Flight
- 133rd Maintenance Group
  - 133rd Maintenance Squadron
  - 133rd Aircraft Maintenance Squadron
  - 133rd Maintenance Operations Flight
- 133rd Mission Support Group
  - 210th Engineering Installation Squadron
  - 133rd Civil Engineer Squadron
  - 133rd Logistics Readiness Squadron
  - 133rd Force Support Squadron
  - 133rd Security Forces Squadron
  - 133rd Communications Flight
  - 133rd Contracting Squadron
- 133rd Medical Group